# Parti du regroupement africain
Le Parti du regroupement africain (PRA) est un rassemblement politique inter-africain créé à Dakar le 24 mars 1958, en réaction contre le Rassemblement démocratique africain (RDA), une autre fédération de partis politiques africains fondée par Félix Houphouët-Boigny en 1946.

## Histoire
Le parti tient son congrès constitutif du 25 au 27 juillet 1958 à Cotonou (Dahomey), des invitations sont lancées aux partis du Ghana et de la Nigeria, mais non aux personnalités et partis métropolitains.
Les dissensions sont apparues dès le congrès de Cotonou en juillet 1958, et l'existence du PRA est de courte durée.
En particulier, une fraction sénégalaise fait sécession peu après pour créer le Parti du regroupement africain-Sénégal (PRA-S), Abdoulaye Ly, Amadou Makhtar Mbow et Assane Seck pour s'opposer à la création de la communauté française nouant la France et ses colonies en 1958.
Le parti disparait en juillet 1959 après la création du Parti de la fédération africaine (PFA).

## Sections
Le parti est constitué par des sections dans les territoires africains :
- Soudan : Parti du regroupement soudanais
- Sénégal : Union progressiste sénégalaise
- Guinée : Bloc africain de Guinée (anciennement Union populaire guinéenne)
- Haute-Volta : Mouvement du regroupement voltaïque
- Côte d'Ivoire : Regroupement des partis de Côte d'Ivoire
- Dahomey : Parti progressiste dahoméen
- Niger : Mouvement socialiste nigérien ou Sawaba
- Gabon : Union démocratique et sociale gabonaise
- Congo : Mouvement socialiste africain du Congo
- Tchad : Mouvement socialiste africain du Tchad
- Centrafrique : Mouvement socialiste africain de Centrafrique (Oubangui-Chari)
- Côte française des Somalis : Parti de la défense des intérêts économiques et sociaux du territoire.

Au Niger, le Mouvement socialiste nigérien ou Sawaba est issu de la fusion de l'Union démocratique du Niger (UDN) et de l'aile gauche du Parti progressiste nigérien et du Bloc nigérien d'action (BNA).
En Haute-Volta, le groupe Solidarité voltaïque (PSEMA, MDV et MPA) rejoint le PRA. La section PRA disparait lorsque le pays devient un État à parti unique en 1960, mais le Parti du regroupement africain de Haute-Volta, un groupe se réclamant comme l'héritier du PRA, émerge à la suite du coup d'État en 1966.

## Personnalités
- Djibo Bakary
- Mamadou Dia
- Léopold Sédar Senghor
- Jean-Hilaire Aubame
- Abdoulaye Ly